# Roberto Matosas
Roberto Matosas Postiglione (Mercedes, 11 de maio de 1940) é um ex-futebolista e ex-treinador de futebol uruguaio que atuava como defensor.

## Carreira
Roberto Matosas fez parte do elenco da Seleção Uruguaia de Futebol, na Copa do Mundo de 1970.   É pai do ex-jogador e treinador Gustavo Matosas, hoje no Estudiantes de La Plata.